# FOX Villa Fútbol Club
El FOX Villa Fútbol Club es un club de fútbol nicaragüense ubicado en la ciudad de Jinotepe en el Departamento de Carazo. Actualmente juega en la Segunda División de Nicaragua. Y es conocido por ser el peor equipo en la historia del fútbol Nicaragüense al ostentar el récord de no ganar ni un solo partido en la primera división en ambos torneos, apertura y clausura bajo la mano de Manuel Aburto

## Historia

### Ascenso a Primera
El Fox Villa obtuvo su ascenso a la Primera División en la Temporada 2013-2014 luego de vencer al FC San Marcos, en el repechaje, derrotándolo 1 x 0 en ambos partidos, para un global de 2 x 0. Luis García fue el anotador de los tantos en ambos partidos.

## Jugadores

### Plantilla 2014/15
- = Lesionado de larga duración